# بن ئی. کینگ
بن ئی. کینگ (انگلیسی: Ben E. King؛ زادهٔ ۲۸ سپتامبر ۱۹۳۸ - درگذشته ۳۰ آوریل ۲۰۱۵) یک موسیقی‌دان اهل ایالات متحده آمریکا بود. وی بین سال‌های ۱۹۵۸ تا ۲۰۱۵ مشغول فعالیت بود.